# Jean Castellan
Pour les articles homonymes, voir Castellan et Jean Castellan (verrier).
Jean Castellan (Jean Probace Castellan), parfois appelé à tort Charles Castellan, né à Tourves le 27 décembre 1759 et mort à Aix-en-Provence le 25 août 1837, est un homme d'Église français, chanoine honoraire d'Aix et de Fréjus, professeur d'histoire et de discipline ecclésiastique, doyen de la faculté de théologie d'Aix-en-Provence, et président de l'Académie d'Aix.

## Biographie

### Origine et études
Il nait à Tourves le 27 décembre 1759. Il manifeste rapidement des signes de vocation religieuse, et va étudier au petit puis au grand séminaire d'Aix-en-Provence où il eut d'excellent résultats qui lui permirent d'instruire les autres dès l'âge de 20 ans : il y est professeur de philosophie en 1782-1783. Il est reçu bachelier en théologie le 2 juin 1780, puis docteur.

### Prêtre sous l'Ancien Régime et la Révolution
Le 27 mars 1784, il est ordonné prêtre et devient vicaire de la paroisse de la Madeleine d'Aix, où il continue notamment l'étude.
Refusant de prêter serment à la Constitution civile du clergé de 1790, il se réfugie trois mois chez son ami Portalis l'Ancien dans sa résidence des Pradeaux (Saint-Cyr-sur-Mer). Il y donne la première communion à son fils Joseph-Marie Portalis après l'y avoir préparé, et avant de partir pour émigrer fin 1791 à Rome. Joseph-Marie Portalis décrit l'abbé Castellan dans ses mémoires :

« c'était un esprit très-droit, très-ferme, très-éclairé, profondément religieux ; mais opposé à tout ce qui rapetisse la religion. Très versé dans les antiquités ecclésiastiques et fortement attaché aux maximes de l'Eglise gallicane »

A Rome, il étudie l'histoire et l'art, et est pris en affection par le cardinal Antonelli. La campagne d'Italie l'oblige à quitter Rome, et il rentre en France en juin 1797.

### Retour à Aix-en-Provence
En 1797, il est affecté comme curé à la paroisse de Saint-Jean d'Aix où il recueille les restes des comtes de Provence, permettant leur authentification et leur sauvegarde ultérieure en 1828,.
Le 6 mai 1802, il est nommé curé de Lambesc par l'archevêque d'Aix Jérôme Champion de Cicé, où il s'emploie à réconcilier les habitants avec la religion, et commence à rédiger les premiers volumes de son histoire des églises de Provence. En 1808, il est nommé membre correspondant de l'Académie d'Aix.
En novembre 1809, lors du rétablissement de la faculté de théologie d'Aix, il est nommé adjoint pour la chaire d'histoire et de discipline ecclésiastique, chaire dont il devient titulaire le mois suivant ce qui l'oblige à quitter Lambesc pour retourner définitivement à Aix-en-Provence. Cette chaire est supprimée dans les faits en 1815,. Il est nommé en 1810 chanoine cathédral d'Aix, investi de l'officialité, et nommé chanoine cathédral honoraire de Fréjus en 1830.
En 1820, il est nommé par l'archevêque d'Aix membre de la commission devant reconnaitre juridiquement la mâchoire et une partie du crâne de Saint Maximin qui avaient été données à l'église Saint-Sauveur par Charles de Salerne.
De mai 1833 à février 1834, il est président de l'Académie d'Aix dont il est membre au fauteuil 16. Il préside également l'Institut Religieux d'Aix. Sur proposition de Charles-François de Ladoucette, il devient en 1830 correspondant de la Société des antiquaires de France. Il refuse ensuite de devenir membre honoraire de la Société philotechnique, et de la Société française de statistique générale. Il est nommé doyen de la faculté de théologie d'Aix à sa reconstitution en 1834,.
En décembre 1834, il commence à être atteint d'hématurie, qui l'empêchera de sortir de chez lui à partir de fin 1836, et qui sera sa cause de décès le 25 août 1837. Ses obsèques sont célébrées dans la cathédrale Saint-Sauveur d'Aix le lendemain.

### Postérité
A sa mort, il lègue environ 800 ouvrages de sa bibliothèque (qui en comportait 3000 dont des manuscrits précieux) à la faculté de théologie catholique d'Aix, en constituant le premier noyau. Cette bibliothèque est réunie en 1879 aux bibliothèques des facultés de droit et des lettres, pour constituer la bibliothèque universitaire d'Aix dont le plus ancien don particulier est ainsi celui du chanoine Castellan,.
Depuis son exil à Rome jusqu'à sa mort, il avait rédigé une Histoire des églises de Provence en huit ou dix volumes manuscrits, allant de l'évangélisation de la Provence à la Révolution Française,. L'Académie d'Aix souhaitait que cette œuvre soit publiée. En avril 1844 est annoncée la publication, chez Tavernier à Aix-en-Provence, de son Histoire des églises de Provence, sous la direction de son neveu Castellan, conseiller à la cour d'Aix, et du chanoine Sibour, en 8 à 9 volumes de 500 pages environ. En 1854, elle n'est toujours pas publiée.
Dix-huit volumes in-4 manuscrits de ses études sont légués en 1894 par sa famille à l'Académie d'Aix : une histoire de la discipline ecclésiastique, une histoire des églises de Provence (parfois appelée Histoire littéraire de la Provence, jusqu'à la réunion de cette province à la France) en 11 volumes non publiés,, et plusieurs études notamment sur les découvertes archéologiques faites à la Tour d'Entremont, sur l'Eglise Notre-Dame de la Seds, sur l'histoire des Salyens, sur les antiquités de la ville de Pertuis, sur le lieu ou Marius défit les Ambrons (bataille d'Aix).
Il est un grand-oncle éloigné du nouvelliste Edmond Castellan et un des arrière-grand-oncle éloigné de l'archevêque Dominique Castellan.

## Publications
- « Dissertation sur la Religion des Anciens Provençaux », Recueil de Mémoires [...] de la Société des Amis des Sciences, des Lettres, de l'Agriculture et des Arts, à Aix [...], Aix, Augustin Pontier, vol. I,‎ 1819, p. 101-117 (lire en ligne)
- « Notice sur une Inscription d'un genre singulier, qu'on voit à la chapelle de la Magdeleine, vulgairement dite de la Chèvre, près du bac de Mirabeau, suivie d'un aperçu historique sur les Frères Pontifes », Recueil de Mémoires [...] de la Société des Amis des Sciences, des Lettres, de l'Agriculture et des Arts, à Aix [...], Aix, Augustin Pontier, vol. II,‎ 1823, p. 153-165 (lire en ligne)
- « Notice sur l'église de Notre-Dame de la Seds, ancienne Métropole d'Aix », Recueil de Mémoires [...] de la Société Académique d' Aix [...], Aix, Pontier fils ainé, vol. III,‎ 1827, p. 44-59 (lire en ligne)
- « Notice sur le lieu de la naissance de Guillaume Duranti, surnommé Speculator », Recueil de Mémoires [...] de la Société Académique d' Aix [...], Aix, Pontier fils ainé, vol. III,‎ 1827, p. 314-318 (lire en ligne)
- « Dissertation sur les plaines d'Aix et de Trets, où C. Marius défit les Cimbres et les Teutons », Mémoires et dissertations sur les antiquités nationales et étrangères publiés par la Société royale des Antiquaires de France, Paris, Selligue, vol. IX,‎ 1832, p. 48-60 (lire en ligne)
- « Antiquités et ruines d'Entre-Mont, près d'Aix », Mémoires de la Société royale des Antiquaires de France, Paris, vol. XI,‎ 1835, x-xiii
- Notice sur Tourves (l'ancienne Turris des Romains)[17].